# Smaug giganteus

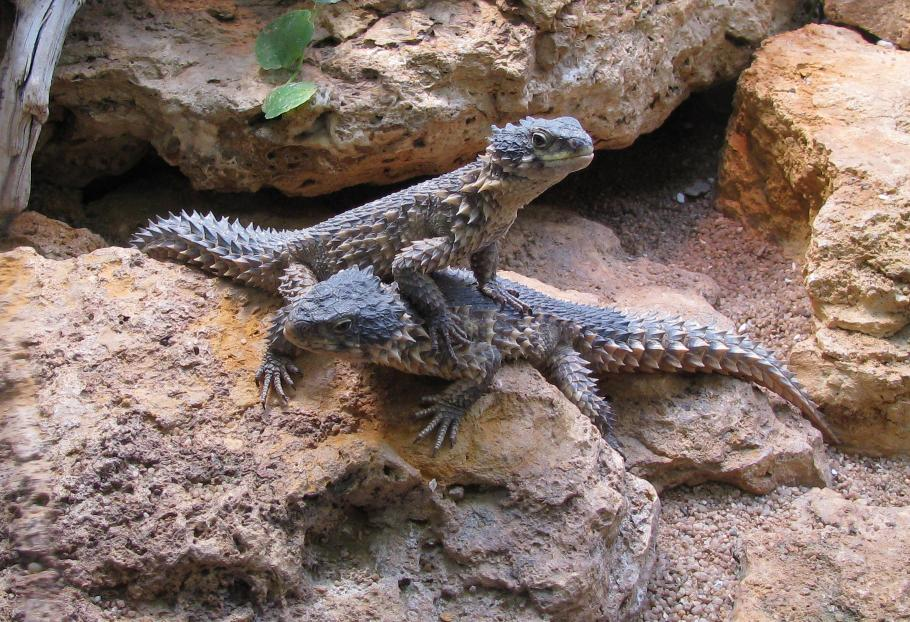
Due esemplari di Cordilo gigante

Il cordilo gigante (Smaug giganteus (Smith, 1844)) o lucertola sungazer, è una specie di lucertola della famiglia Cordylidae, endemica del Sudafrica.

## Descrizione
È lunga fino a 40 cm, di cui oltre un terzo spetta alla sola coda. Il corpo, di colorazione giallo-bruna, è rivestito di vistose placche appuntite, che lo fanno vagamente assomigliare a un minuscolo coccodrillo e che costituiscono un'ottima protezione dagli aggressori. Le zampe sono robuste e con forti unghie. Il capo è di forma triangolare.

## Biologia
Si nutre di insetti, ragni e altri piccoli invertebrati, occasionalmente anche di vegetali.
È una specie ovovivipara che dà alla luce da 1 a 6 piccoli per volta.

## Distribuzione e habitat
La specie è un endemismo delle regioni orientali del Sudafrica (KwaZulu-Natal e Transvaal).

## Conservazione
La IUCN Red List classifica S. giganteus come specie vulnerabile.
La specie è inserita nella Appendice II della Convenzione sul commercio internazionale delle specie minacciate di estinzione (CITES).